# Daniel Straus
Daniel Mason-Straus (ur. 27 lipca 1984 w Cincinnati) – amerykański zawodnik mieszanych sztuk walki (MMA), dwukrotny mistrz Bellator MMA w wadze piórkowej.

## Kariera sportowa
W MMA zadebiutował 7 lutego 2009 na gali XFO gdzie przegrał z Jayem Ellisem przez poddanie. 17 kwietnia 2009 przegrał z Patem Curranem przez nokaut. W sumie w ciągu pierwszego roku stoczył aż jedenaście zawodowych pojedynków notując bilans 8 zwycięstw i 3 porażek. 
20 lutego 2010 zdobył tymczasowe mistrzostwo NAAFS (North American Allied Fight Series) w wadze lekkiej po pokonaniu przez TKO Franka Caraballo. 24 czerwca 2010 zadebiutował w organizacji Bellator FC wygrywając z Chadem Hinton jednogłośnie na punkty.
W 2011 wziął udział w turnieju Bellator wagi piórkowej gdzie ostatecznie doszedł do finału (21 maja) w którym uległ na punkty Patrício Freire z Brazylii. 15 października 2011 pokonał Jasona Denta w starciu unifikacyjnym, zostając pełnoprawnym mistrzem NAAFS wagi lekkiej. W marcu 2012 wystartował w kolejnym turnieju Bellator, tym razem wygrywając go (w finale pokonał Marlona Sandro) i otrzymując prawo walki o mistrzostwo wagi piórkowej. 2 listopada 2013 podczas gali Bellator 106 zmierzył się w rewanżowym starciu z ówczesnym mistrzem Bellatora Patem Curranem. Straus pokonał Currana jednogłośnie na punkty odbierając mu pas wagi piórkowej. 14 marca 2014 w pierwszej obronie pasa utracił mistrzostwo na rzecz Currana z którym przegrał przez poddanie w piątej rundzie.
Po stracie mistrzostwa 3 października 2014 znokautował Justina Wilcoxa w 50 sekundzie pierwszej rundzie. Po tej błyskawicznej wygranej ponownie otrzymał szansę walki o mistrzostwo. 16 stycznia 2015 na Bellator 132 przegrał przed czasem z Patrício Freire w walce o tytuł wagi piórkowej. 6 listopada 2015 kolejny raz zmierzył się o mistrzostwo z Freire ostatecznie pokonując go jednogłośnie na punkty.
21 kwietnia 2017 w pierwszej obronie od zdobycia mistrzostwa zmierzył się w czwartym już starciu z Freire z którym ponownie przegrał, tym razem przez poddanie. 6 października 2017 na Bellator 184 przegrał drugą walkę z rzędu ulegając Emmanuelowi Sanchezowi przed czasem.

## Życie prywatne
1 marca 2013 w Fort Lauderdale na Florydzie został aresztowany w związku z prowadzeniem pojazdu mając zawieszone uprawnienia. Ponadto podczas przeszukania znaleziono przy nim narkotyki w tym ponad 20 gramów marihuany, ok. 3 gramy syntetycznej marihuany, MDMA (ekstazy) oraz akcesoria do zażywania ich. 21 grudnia 2017 uległ wypadkowi motocyklowemu po którym został hospitalizowany.

## Osiągnięcia
Mieszane sztuki walki:
- 2010–2011: tymczasowy mistrz NAAFS w wadze lekkiej
- 2011: Bellator Season Four Featherweight Tournament – finalista turnieju wagi piórkowej
- 2011: mistrz NAAFS w wadze lekkiej
- 2012: Bellator Season Six Featherweight Tournament – 1. miejsce w turnieju wagi piórkowej
- 2013–2015: mistrz Bellator MMA w wadze piórkowej
- 2016–2017: mistrz Bellator MMA w wadze piórkowej

Amatorskie zapasy:
- National High School Coaches Association[14]
  - 2003: NHSCA Senior All-American
  - 2003: NHSCA Senior High School Nationals – 1. miejsce

- Ohio High School Athletic Association
  - 2002: OHSAA Division I All-State
  - 2002: OHSAA Division I High School State Championship – 3. miejsce